# Горица (Варненская область)
Горица (болг. Горица) — село в Болгарии. Находится в Варненской области, входит в общину Бяла. Население составляет 119 человек.